# Capizzi
Capizzi – miejscowość i gmina we Włoszech, w regionie Sycylia, w prowincji Mesyna.
Według danych na rok 2004 gminę zamieszkiwało 3436 osób, 49,8 os./km².